# イズン

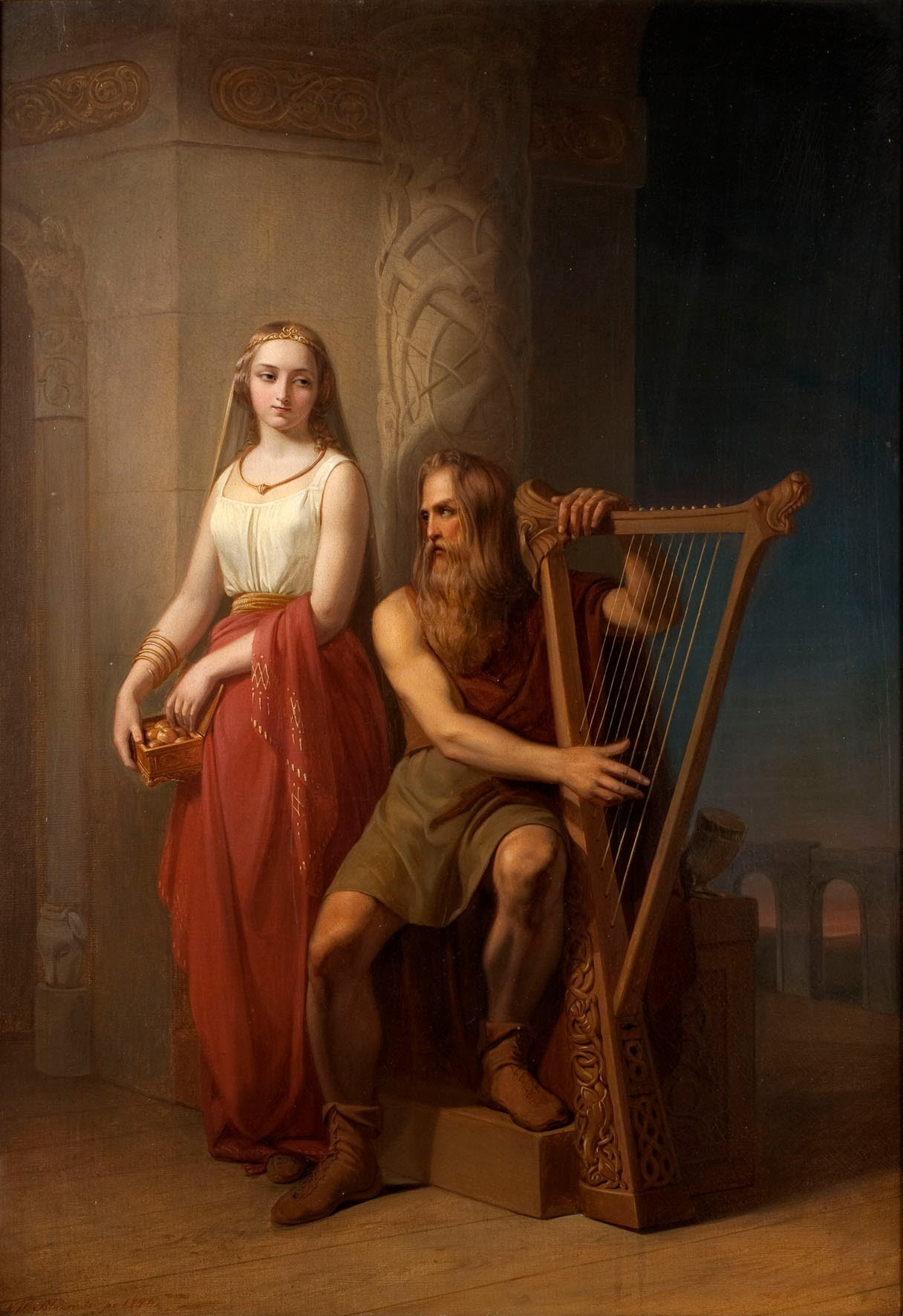
ニルス・ブロメールによって描かれた、リンゴを持つイズンと夫ブラギ（1846年）

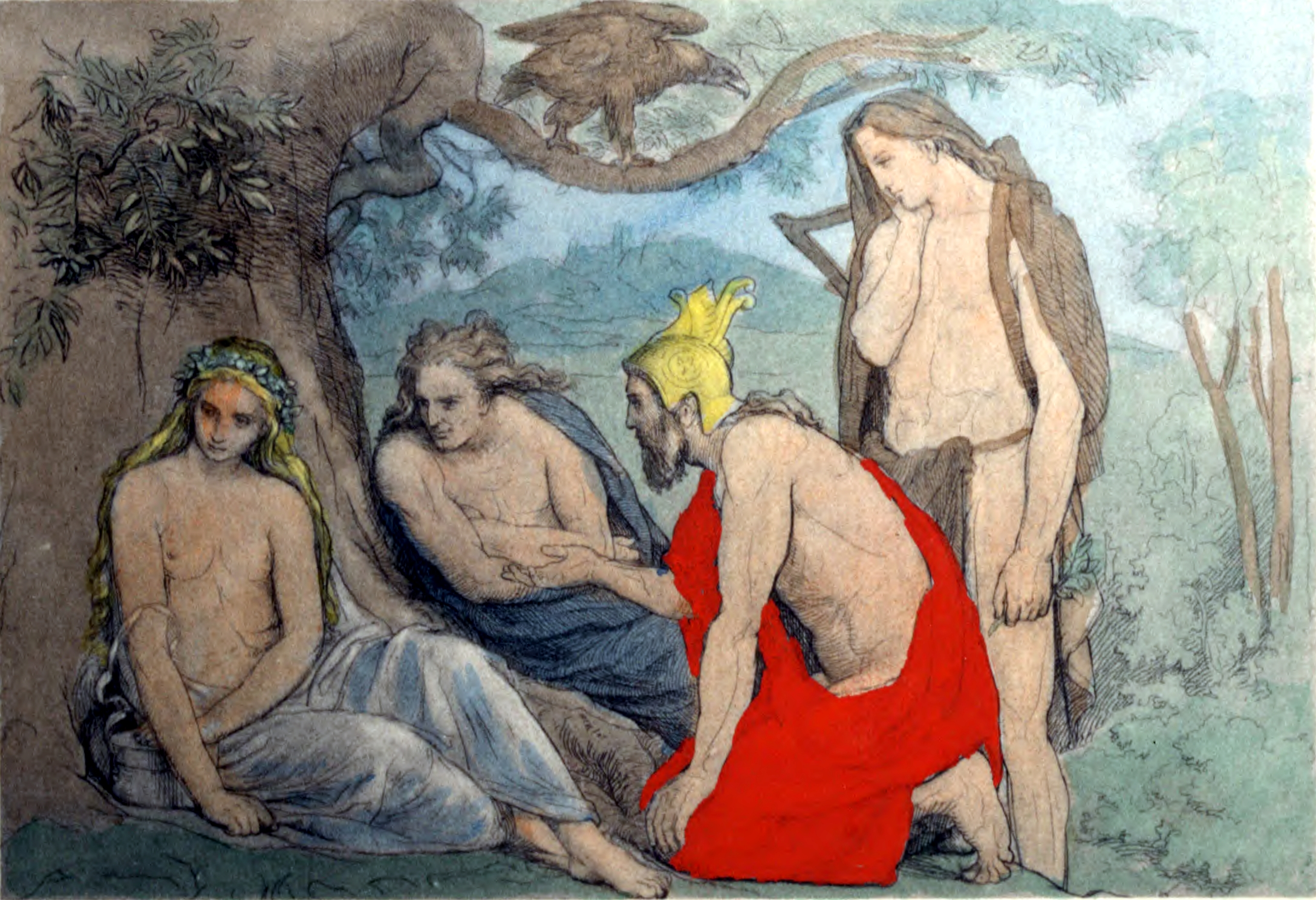
ローランス・フレーリクによって描かれた、『オージンのワタリガラスの呪文歌』の一場面。イズンとロキ、ヘイムダル、ブラギ（1906年）

イズン（古ノルド語: Iðunn）は、北欧神話に登場する女神の一柱。イドゥン、イズーナとも呼ばれる。『スノッリのエッダ』第一部『ギュルヴィたぶらかし』第26章によれば、アース神族に永遠の若さを約束する黄金の林檎の管理人で、詩の神ブラギの妻でもある。

## 概要

### 性格
無邪気でお人好しな性格だったとされている。後述の神話では、お人好しな性格が災いしてロキに騙され巨人に攫われてしまい、彼女と共にリンゴが失われたことでアースガルズの神々が年老いる事体が発生した。『ロキの口論』では、ロキに罵倒されるブラギを庇い、イズン自身が罵倒の対象にされると上手く反論してロキを諌めるという、賢く強かな一面も見せている。

### 容姿
青空の様に真っ青な瞳と、晴れやかで優しげな美しい容姿を持っており、フレイヤとならび、アースガルズで最も美しい女神であるとされる。『ロキの口論』でロキがイズンを罵倒するときも、皮肉交じりではあるがイズンがきれいなことは肯定している。一方、巨人に攫われた際にはアースガルズへ連れ戻しに来たロキによって変身の呪文をかけられ、その姿を木の実に変えられてしまったこともある。

### 神話
『スノッリのエッダ』第二部『詩語法』は次の物語を伝えている。ある日、イズンはロキに騙されて、巨人スィアチ（スカジの父）にリンゴともどもアースガルズの外、巨人たちの国ヨトゥンヘイムへと攫われてしまう。常若のリンゴを失ったアース神族の神々は老い始めるのだった。
神々の怒りに触れ、イズンを巨人から取り戻すよう課せられたロキは、フレイヤから借りた鷹の羽衣で鷹に変身し、スィアチの宮殿スリュムヘイムへ向かった。ちょうどスィアチは外出しており、宮殿にいたのはイズン一人だけだった。ロキはイズンに対して素早く変身の呪文を唱え、イズンを一個の木の実に変えて摘みあげると、そのまま爪に挟んで運び去った。スィアチは鷲に姿を変えて追いかけたが、あと少しのところでアース神たちの用意した鉋屑の火に翼を焼かれて墜落し、神々に倒された。ロキの呪文で木の実にされていたイズンは本来の姿に戻してもらい、年老いた神々にリンゴを配った。神々は再び若さを取り戻して喜び、イズンは自分がもう木の実ではないことが嬉しかったという。
『古エッダ』の『ロキの口論』第17節が伝えるところでは、イズンは自分の兄を殺した男を抱いたとされる。なお、イズンの兄についてはこのエピソードで存在が仄めかされるのみで、神話には直接登場せず名前も明らかでない。また、「兄を殺した男」とは誰のことを指すのかも不明である。

### 別の伝承
イズンがある日ユグドラシルの高い枝から転落してニヴルヘイムへ落下したという。この時のことが『オージンのワタリガラスの呪文歌』にも唄われた。ブラギをはじめ神々が彼女を捜し、ニヴルヘイムで横たわっているのを見つけた。神々は、冷え切った彼女の体を、オージンから預かった白い熊の毛皮で包んだ。イズンは寒さに震えながらもアースガルズへ戻ることを拒んだため、やむなくブラギだけが彼女の傍らに残ったという。この物語について、一部の学者は、イズンの転落は秋の落葉を、白い毛皮は雪を、沈黙し音楽も奏でなくなったブラギは鳥の歌声が聞こえない様子を象徴すると考える。しかし松村武雄はこれを行き過ぎた推察だとしている。

### 注釈

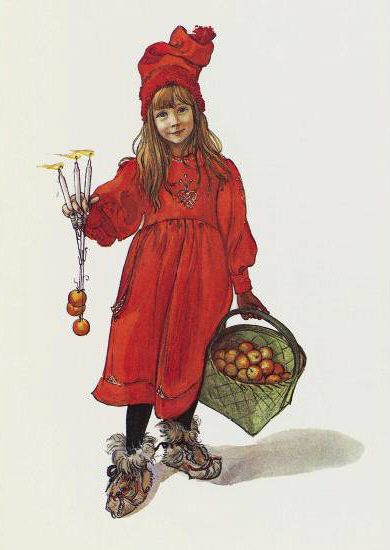
カール・ラーションが描いた、娘ブリータ扮するイズン。